# تاريخ المعالجة اليدوية

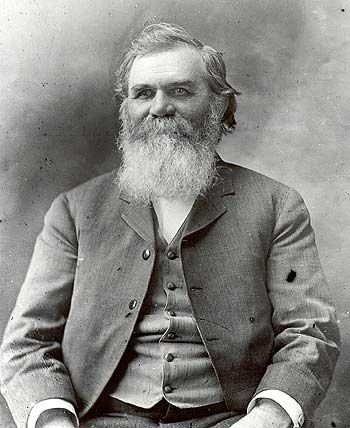
د. دانييل بالمر

بدأ تاريخ المعالجة اليدوية أو (العلاج بتقويم العمود الفقري) في 1895 عندما أجرى دانييل ديفيد بالمر من ولاية آيوا أول معالجة لتقويم العمود الفقري على عامل نظافة أصم جزئياً، يدعى هارفي ليلارد. فبينما كان ليلارد يعمل عاري الظهر في مكتب بالمر، انحنى لإفراغ سلة المهملات. لاحظ بالمر أن عند ليلارد فقرة خارج موضعها. فسأله عما حدث، فأجاب ليلارد، «تحركت في الاتجاه الخطأ، وسمعت صوت "طقطقة" في ظهري، وعندها فقدت سمعي.» طلب بالمر، الذي شارك أيضاً في العديد من فلسفات الشفاء الطبيعي الأخرى، من ليلارد الاستلقاء على وجهه على الأرض وشرع في المعالجة. في اليوم التالي، أخبر ليلارد بالمر، «يمكنني سماع هذه الضوضاء في الشوارع.» دفعت هذه التجربة بالمر إلى افتتاح مدرسة للمعالجة اليدوية بعد عامين. صاغ القس صموئيل إيتش. ويد مصطلح "المعالجة اليدوية" من خلال الجمع بين الكلمتين اليونانيتين "كيرو" (اليد) و"براكتيكوس" (الفعل أو الممارسة).
كانت فلسفة العلاج بتقويم العمود الفقري المبكرة متجذرة في المذاهب الحيوية والطبيعية والمغناطيسية والروحانية وغيرها من المفاهيم التي لا تستجيب للمنهج العلمي، على الرغم من أن بالمر حاول دمج العلم والميتافيزيقيا. كانت أوصاف بالمر الأولى وفلسفته الأساسية للمعالجة اليدوية في 1896، تعكس مبادئ أندرو ستيل في العلاج بالتقويمي العظمي التي تأسست قبل عقد من الزمان. وصف كلاهما الجسم بأنه «آلة» يمكن التلاعب بأجزائها لإنتاج علاج بلا أدوية. وادعى كلاهما استخدام المعالجة النخاعية في خلل/خلع المفاصل لتحسين الصحة. ميز بالمر عمله بالإشارة إلى أنه كان أول من استخدم تقنيات التلاعب بالمفاصل ذات الرافعات القصيرة (بسرعة عالية وسعة منخفضة) باستخدام العملية الشوكية والعمليات العرضية كرافعات ميكانيكية. وصف تأثيرات التلاعب بالعمود الفقري بالمعالجة اليدوية بأنها تحدث في المقام الأول عن طريق الجهاز العصبي.
على الرغم من أوجه التشابه بين تقويم العمود الفقري والتقويم العظمي، فإن ممارسي الأخير سعوا إلى التمييز بين أنفسهم من خلال السعي للحصول على ترخيص لتنظيم المهنة، ووصفوا تقويم العمود الفقري بأنه «شكل مشوه من التقويم العظمي». اتُهم أحد مقومي العظام في ولاية ويسكونسن بممارسة التقويم العظمي دون ترخيص في 1907، خلال اختبار لقانون تقويم العظام الجديد. أدت ممارسة الطب دون ترخيص إلى سجن العديد من مقومي العظام، بما في ذلك د. بالمر. ومن عجيب المفارقات أن دفاع بالمر القانوني عن تقويم العمود الفقري ضم أول كتاب مدرسي لتقويم العمود الفقري بعنوان "المعالجة اليدوية العصرية" نُشر في 1906، وكتبه مقومو العظام «الخالطون» لونغوورثي وسميث وآخرون، الذين احتقرهم بالمر. ورغم أن أطباء تقويم العمود الفقري فازوا بأول قضية اختبارية لهم في ولاية ويسكونسن في 1907، فإن الملاحقات القضائية التي بدأتها المجالس الطبية الحكومية انتشرت على نحو متزايد، وفي كثير من الحالات كسبوها. ورداً على ذلك، شن أطباء تقويم العمود الفقري حملات سياسية لتأمين قوانين ترخيص منفصلة، ونجحوا في النهاية في جميع الولايات الخمسين، من كانساس في 1913 إلى لويزيانا في 1974.
كان الانقسام شديداً داخل المهنة، فقد كان «الخالطون» يجمعون بين تعديلات العمود الفقري [الإنجليزية] وعلاجات أخرى، وكان «المعتدلون» يعتمدون فقط على تعديلات العمود الفقري. وقد حفز مؤتمر رعته المعاهد الوطنية للصحة في 1975 تطوير أبحاث تقويم العمود الفقري. وصفت الجمعية الطبية الأمريكية العلاج بتقويم العمود الفقري بأنه «طائفة غير علمية» وقاطعته حتى خسرت قضية مكافحة الاحتكار في 1987. خاض العلاج بتقويم العمود الفقري معركة مع الطب السائد على مدار معظم وجوده، مدعوماً بأفكار معادية للعلم وزائفة مثل الخلع الفقري [الإنجليزية].:p37 كان هناك اهتمام علمي متزايد بالعلاج بتقويم العمود الفقري بحلول منتصف التسعينيات.